# 松野ダム
松野ダム（まつのダム）は、岐阜県瑞浪市、一級河川・木曽川水系可児川に建設されたダム。

## 概要
高さ26.7メートルのアースダムで、洪水調節・かんがいを目的とする、水資源機構・岐阜県共同所有の多目的ダムである。ダム湖（人造湖）の名は松野湖（まつのこ）または松野池（まつのいけ）という。飛騨木曽川国定公園。

## 歴史
1953年（昭和28年）、可児川上流部の旧・土岐郡日吉村（現在の瑞浪市）松野にて松野ダムの建設工事が着工した。当初は岐阜県による可児川防災溜池事業の一環として建設される治水ダムであったが、愛知用水の水源として松野ダムを共有したいとする愛知用水公団（現・水資源機構）からの要請を受け、1956年（昭和31年）に工事を中断し、松野ダムの設計を変更。工事は1958年（昭和33年）に再開され、1961年（昭和36年）に完成した。これにより、松野集落13戸とその農地一帯が水没した。

## 周辺
中央自動車道・土岐インターチェンジから国道21号を北上、鬼岩温泉街から岐阜県道366号飛騨木曽川公園線を可児川上流へと進むと松野ダムに至る。周辺は遊歩道が整備されており、松野湖を一周（8キロメートル）できるほか、ダムのすぐ下流にある鬼岩公園にも近い。飛騨木曽川国定公園にも指定されている。松野湖は夏に訪れると水不足で水位が低下しているように見えるが、これは洪水発生に備えるための運用であり、毎年7月1日から9月30日までの期間は水位を3メートル下げ、その分の96万3,000立方メートルを洪水調節容量に充てているのである。
松野湖から放流された水は可児川を流下し、15キロメートル下流で取り入れられ、可児市や可児郡御嵩町の農地に灌漑している。また、木曽川本川の今渡ダム流入量が毎秒100立方メートルを割った際も、松野ダムからの放流により補給が行われる。

## ギャラリー

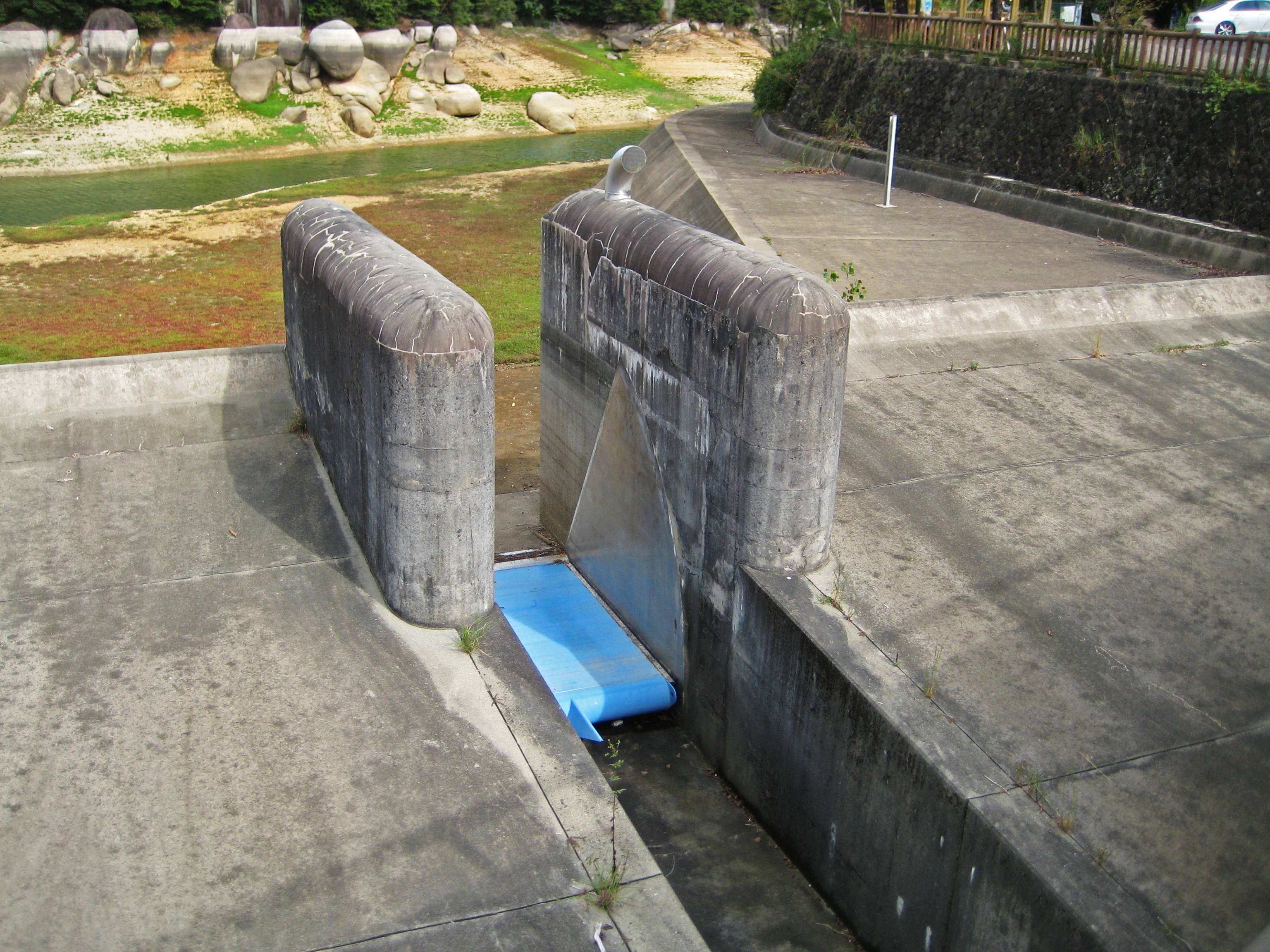
松野ダムの洪水吐 起伏ゲート1門による常用洪水吐と、自由越流型の非常用洪水吐で構成。
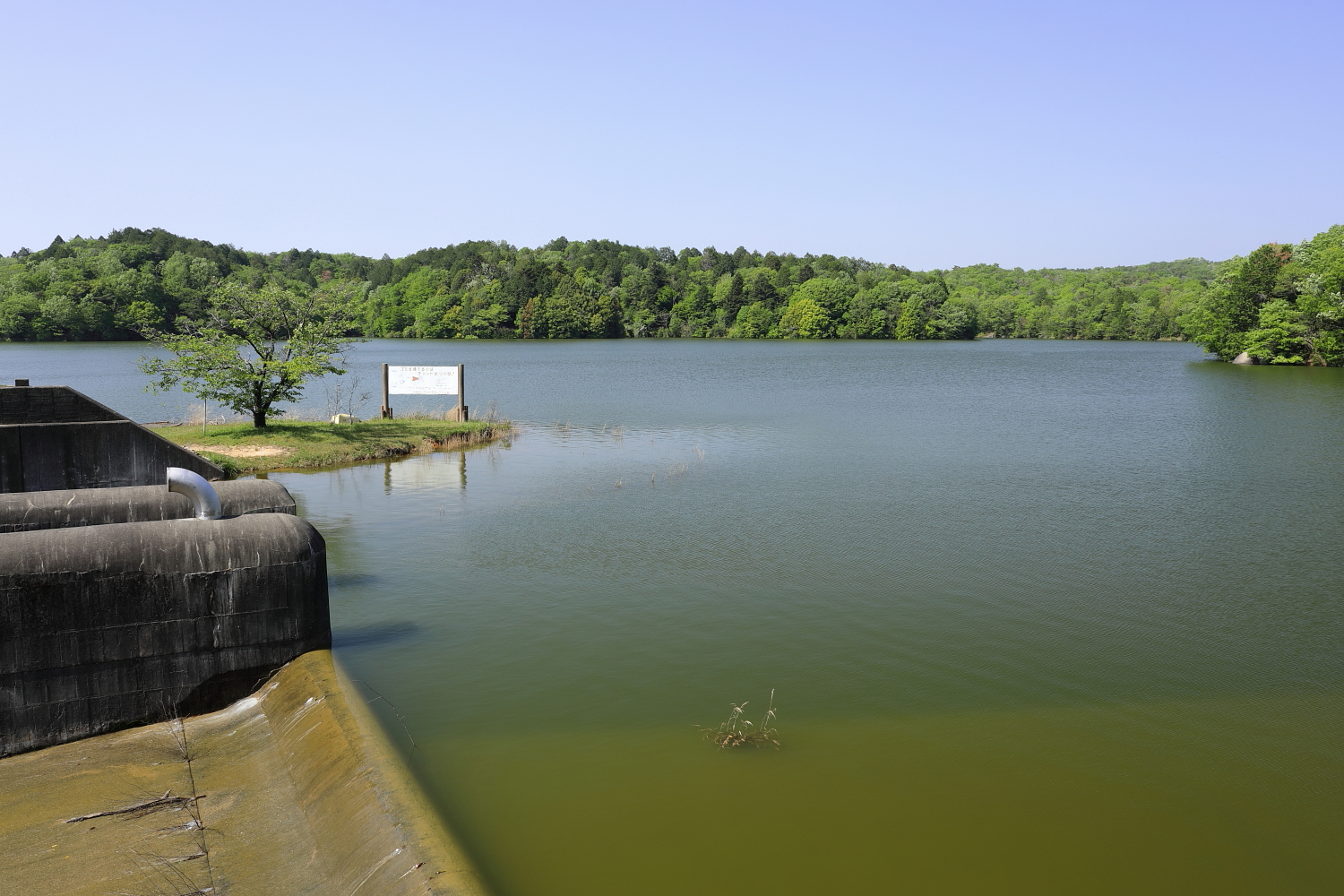
松野湖
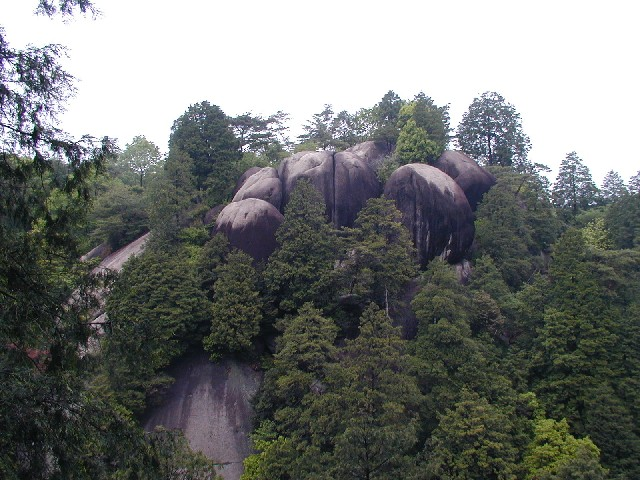
鬼岩公園